# Tainted Love (singel Marilyn Manson)
Tainted Love (pol. skażona miłość) – singel zespołu Marilyn Manson, wydany na ścieżce dźwiękowej do filmu To nie jest kolejna komedia dla kretynów (Not Another Teen Movie, 2001). Cover utworu "Tainted Love" duetu Soft Cell (wyd. 1981), który światową sławę z kolei zdobył jako wykonawca piosenki Glorii Jones (wyd. 1964). Piosenka znalazła się w roku 2003 na piątym studyjnym albumie grupy pt. The Golden Age of Grotesque.
W maju 2002 roku utwór wydano w Wielkiej Brytanii. W notowaniu brytyjskiej listy przebojów dotarł on do pozycji piątej.

## Teledysk
Klip do utworu przedstawia zajścia na młodzieżowej prywatce. W domu stonowanej licealistki pojawiają się uczniowie z jej szkoły, wśród nich – przede wszystkim – nieokiełznani goci. W teledysku wystąpili aktorzy z filmu To nie jest kolejna komedia dla kretynów – m.in. Chris Evans, Chyler Leigh i Eric Jungmann, a także Joey Jordison, perkusista grupy Slipknot, basista Tim Skold oraz sam Manson.

## Zawartość singla
1. "Tainted Love"
2. "I Melt with You" (w wykonaniu zespołu Mest)
3. "Suicide Is Painless"
4. "Bizarre Love Triangle" (w wykonaniu zepsołu Stabbing Westward)